# Life's Too Good (The Sugarcubes)
Life's Too Good is het eerste album van de IJslandse The Sugarcubes. Het is uitgebracht in april 1988 op het Elektra label. Het bevat grappige songs waar de excentrieke stemmen van Björk en Einar elkaar goed aanvullen.
De song Deus wordt op liveoptredens ook wel als God gezongen, maar door de songtekst Deus/God does not exist kwam het als Deus op de plaat. De songteksten zijn overigens zeer speels en hebben op het eerste gezicht vaak weinig betekenis. In interviews zijn sommige van de songs wel nader toegelicht, maar dan gaat het vaak toch nog om fantasievolle dingen.
De meeste songs zijn in het Engels, maar twee songs zijn in het IJslands

## Tracklist
1. Traitor (3:08)
2. Motorcrash (2:23)
3. Birthday (3:59)
4. Delicious Demon (2:43)
5. Mama (2:56)
6. Coldsweat (3:15)
7. Blue Eyed Pop (2:38)
8. 'Deus (4:07)
9. Sick for Toys (3:15)
10. Fucking in Rhythm & Sorrow (3:14)
11. Take Some Petrol Darling (1:27)
12. Cowboy (3:26)
13. I Want (2:14)
14. Dragon (Icelandic) (3:07)
15. Cat (Icelandic) (2:56)
16. Coldsweat (remix) (3:16)
17. Deus (remix) (5:12)

## Bandleden
- Björk Gudmundsdóttir - Vocals
- Einar Örn Benediktsson - Vocals + Trumpet
- Thór Eldon - Guitar
- Bragi Ólafsson
- Margret Ornolfsdóttir - Keyboards
- Siggi Baldursson - Drums
- Einar Melax - Keyboards